# 再度公園
再度公園（ふたたびこうえん）は兵庫県神戸市の六甲山地・再度山頂上の北に位置する都市公園。国指定の名勝で、瀬戸内海国立公園に属する。
公園内にある修法ヶ原池の畔は六甲連山屈指の紅葉の名所として知られている。

## 概要
再度山山頂北部に植林により形成された森林と修法ヶ原池を中心とする都市公園である。面積は51.5ヘクタールに及ぶ。
明治時代中期、大龍寺の社寺有林として森林が保全されていた再度山の南斜面に対し、山頂北部は樹木の乱伐により荒地となっていた。1902年（明治35年）、当地の森林の回復を目的とする緑化事業として植林と修法ヶ原池の造成が開始され、1937年（昭和12年）の再度公園の開園へと至る。この六甲山地最初の植林再生事業という歴史と、「風致に富んだ優秀な景趣及び設計思想には高い芸術上又は観賞上の価値が認められる。」といった景観上の価値が高く評価され、2007年2月に再度公園・再度山永久植生保存地・神戸外国人墓地の名称で、都市公園としては初めて国の名勝に指定された。

## 園内

### 施設

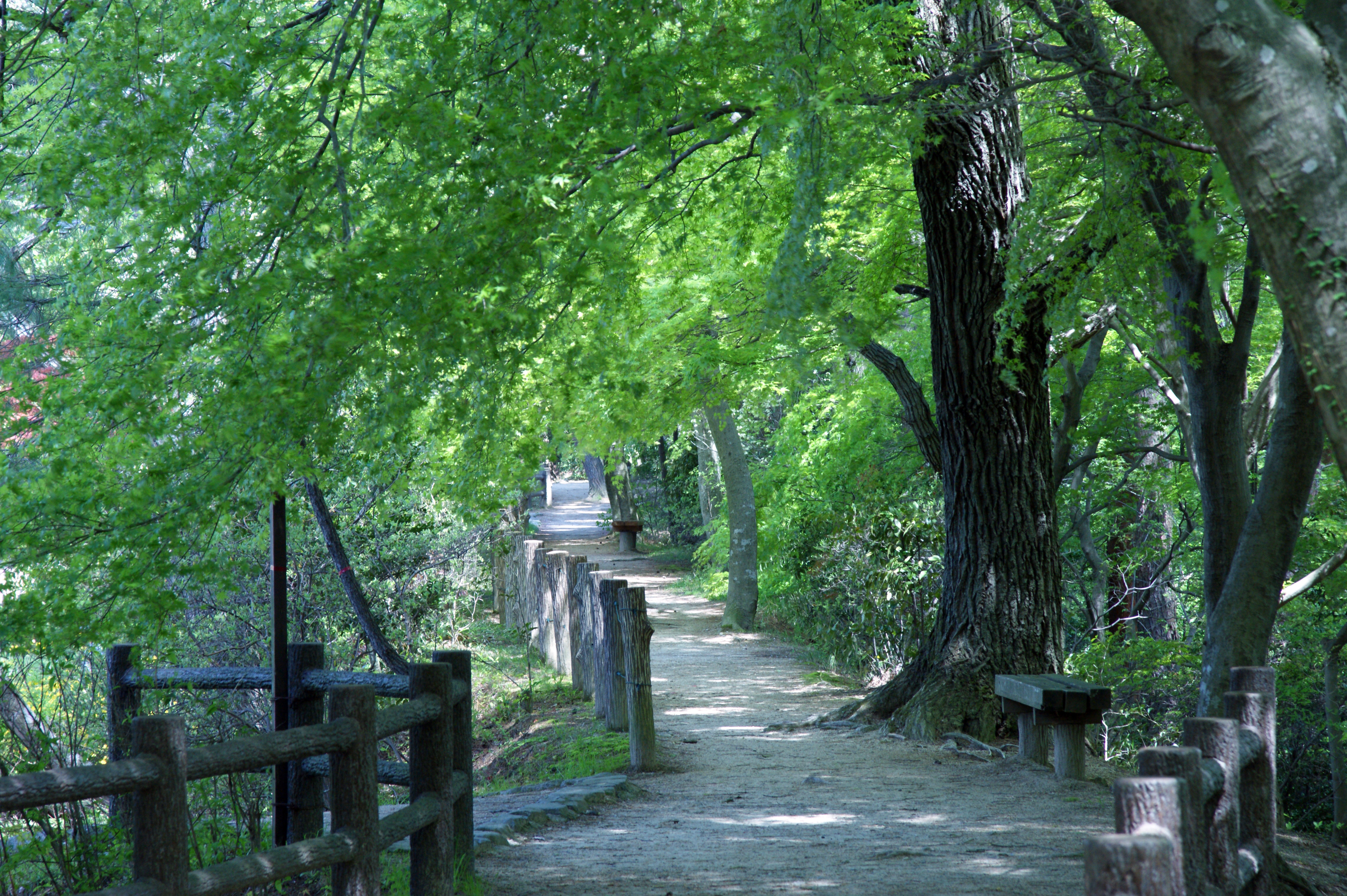
修法ヶ原池畔の遊歩道（4月末）
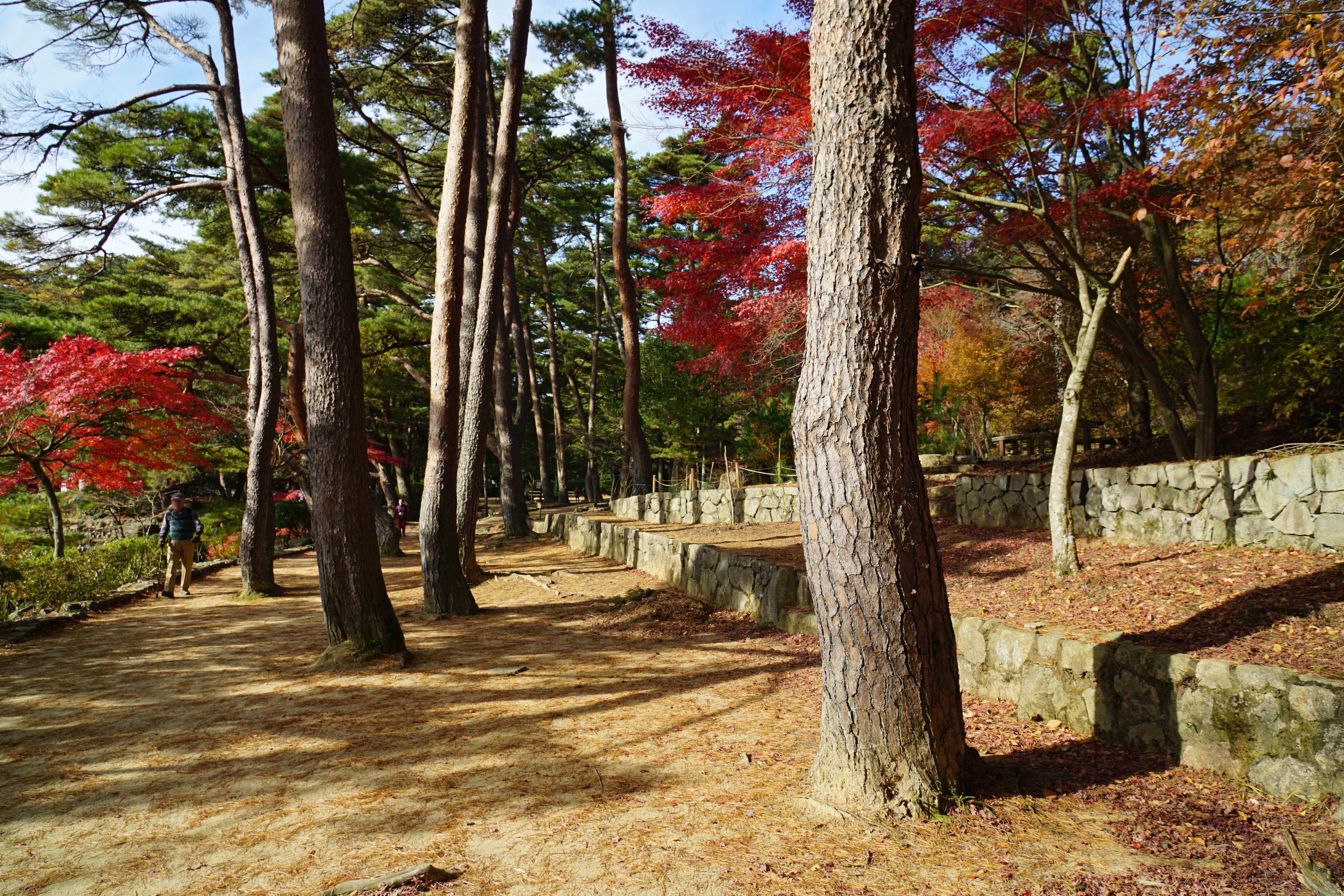
湖岸の石垣と林
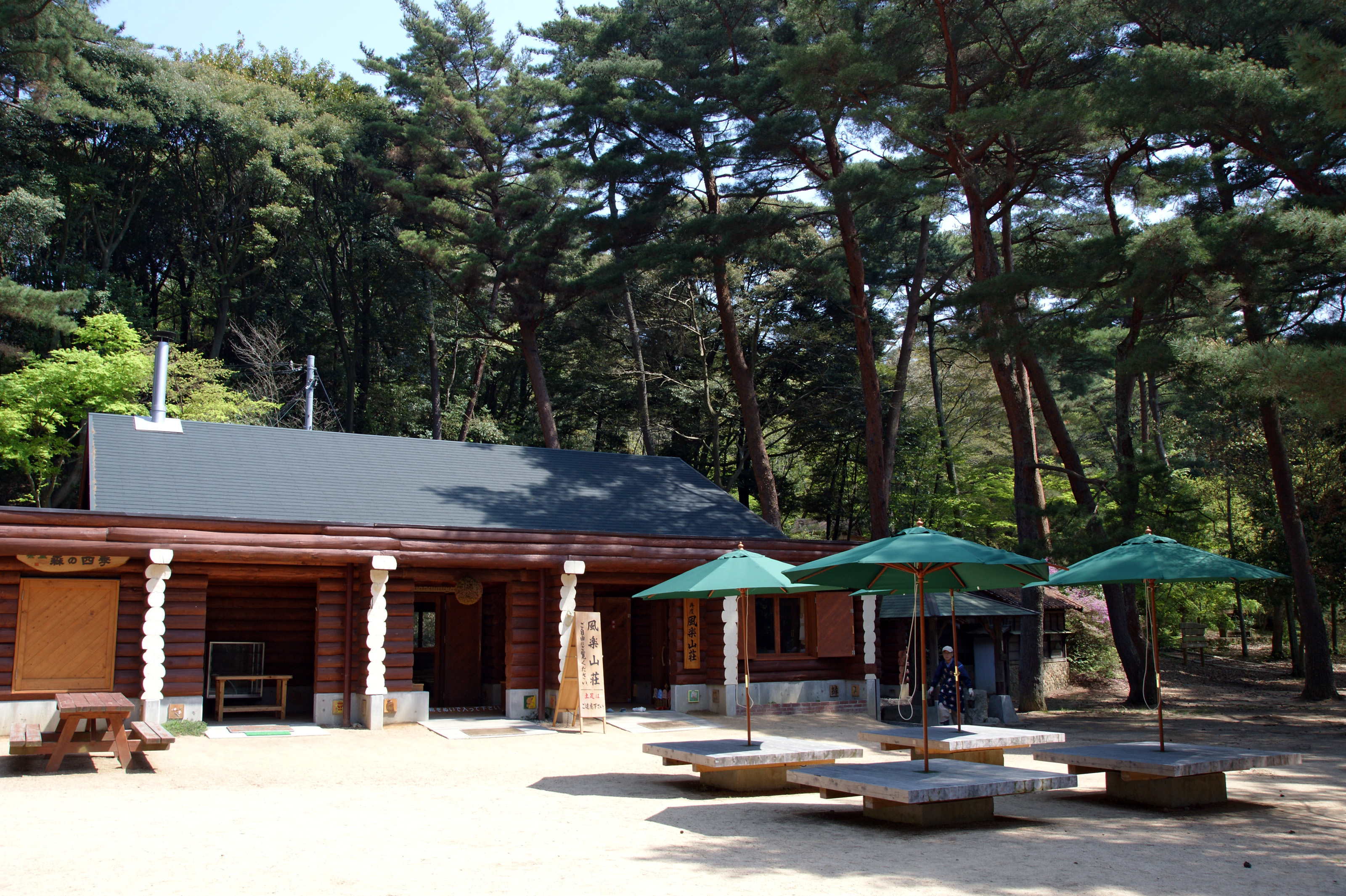
茶屋「森の四季」
- 風楽山荘
- レストハウス

## 主な選定
主な選定は以下の通り。 
- 日本の歴史公園100選
- 日本の自然100選
- 森林浴の森100選
- 日本の名松100選
- 国指定名勝

## 交通アクセス
- JR神戸線 三ノ宮駅 から神戸市バス25系統「森林植物園」行で27分、「再度公園」下車徒歩すぐ（4月～11月の土休日のみ運転）
- JR神戸線 三ノ宮駅 から神戸市バス7系統で10分「諏訪山公園下」下車、徒歩1時間30分（ハイキングコース）

## 周辺情報
- 再度ドライブウェイ
- 神戸外国人墓地（隣接）
- 神戸市立森林植物園
- 大龍寺
- 諏訪山公園、諏訪神社
- ヴィーナスブリッジ、金星台
- 布引の滝、布引ダム、布引ハーブ園、徳光院